# Ян Ерік Фрізе
Ян Ерік Фрізе (нім. Jan Eric Friese, 1 січня 1999) — німецький плавець.
Учасник Олімпійських Ігор 2020 року, де в естафеті 4x100 метрів вільним стилем його збірна посіла 16-те (останнє) місце і не потрапила до фіналу.